# Michael Wright (acteur)
Pour les articles homonymes, voir Michael Wright et Wright.
Michael Wright, né le 30 avril 1956 à New York (États-Unis), est un acteur américain.

## Biographie
Il est plus particulièrement connu pour son rôle d'Elias Taylor dans la série V et celui d'Omar White dans la série Oz.
Acteur noir américain, Michael Wright a fait des débuts très remarqués dans le film de Philip Kaufman Les Seigneurs. Peu prolifique, il apparaît peu sur les écrans et quand il joue, il fait souvent les seconds couteaux dans des séries B. En 1991, il obtient l'un des rôles principaux dans une évocation d'un groupe de soul, The Five Heartbeats.

## Filmographie
- 1979 : Les Seigneurs (The Wanderers) : Clinton Stitch
- 1981 : We're Fighting Back (TV)
- 1981 : Dream House (TV) : Mace
- 1982 : Benny's Place (TV) : Jimmy Mills
- 1983 : V (TV) : Elias Taylor
- 1983 : Streamers : Carlyle
- 1984 : V : La Bataille finale (mini série) : Elias Taylor
- 1985 : The Laundromat (TV) : Shooter Stevens
- 1985 : V : La série (série télévisée) : Elias Taylor
- 1987 : Bedtime Eyes
- 1987 : Deux Flics à Miami (Miami Vice) (série télévisée) : The Savage
- 1987 : Le Proviseur (The Principal) : Victor Duncan
- 1991 : Private Times (TV)
- 1991 : The Five Heartbeats : Eddie
- 1994 : Confessions of a Hitman : Charley
- 1994 : Revocator (en) (Sugar Hill) de Leon Isacho (en) : Raynathan Skuggs
- 1996 : The Cottonwood : Simon Z
- 1996 : New York Undercover (série télévisée) : Rene Mazili
- 1997 : Argent comptant (Money Talks) : Aaron
- 1998 : Ultime Recours (Point Blank) : Sonny
- 1999 : Rage : B-Boy at the Elephant
- 1999 : Amours et rock'n' roll (Shake, Rattle and Roll: An American Love Story) (TV)
- 2001 : Piñero : Edgar
- 2003 : Oz (série télévisée) : Omar White
- 2004 : Light and the Sufferer : Randall
- 2004 : Coalition : Lou
- 2004 : Downtown: A Street Tale (en) de Rafal Zielinski (en) : Rudy
- 2005 : L'Interprète (The Interpreter) : Marcus
- 2007 : Raving : Security Guard
- 2007 : Hardrock (vidéo)

## Distinction
- Coupe Volpi de la meilleure interprétation masculine lors de la Mostra de Venise 1983 pour Streamers.